# Ак-Моюн (Ат-Башинский район)
Ак-Моюн (кирг. Ак-Моюн) — село в Ат-Башинском районе Нарынской области Киргизской республики. Административный центр Ак-Моюнского аильного аймака. Код СОАТЕ — 41704 220 806 01 0.
Расположено в высокогорной зоне Кыргызстана.
Находится на расстоянии около 8 км от с. Ак-Муз и в 5 км южнее с. Первомайское.

## Население
По данным переписи 2009 года, в селе проживало 2144 человек.
Находится в зоне ожидаемых землетрясений.

## Известные уроженцы
- Апыш Койчуманов (1923—1984) — Герой Социалистического Труда. Его именем названа местная школа.